# Schleiernahme

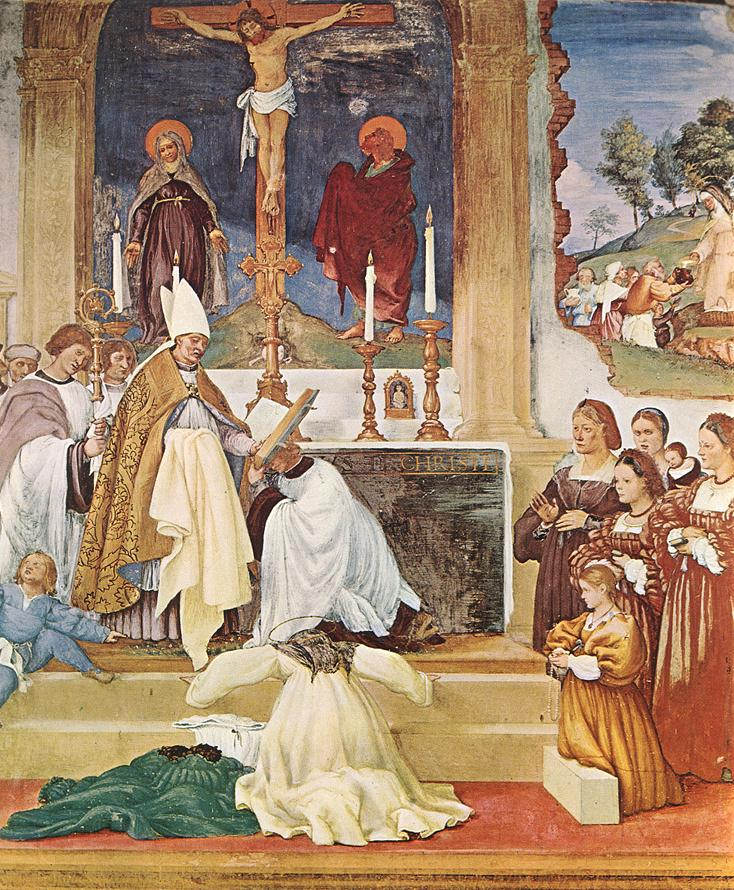
Die Schleiernahme der hl. Birgitta

Die Schleiernahme kennzeichnete im Mittelalter die Aufnahme einer meist höhergestellten Witwe in den kirchlichen Stand der Witwen. Eine Witwe, die sich für ein gottgeweihtes Leben entschied, konnte von einem Priester oder Bischof die Witwenweihe empfangen, ohne in ein Kloster einzutreten. 
Die Witwe versprach ehelose Keuschheit, Demut (humilitas), Gehorsam (obedientia), Nächstenliebe (caritas) und gute Werke (bonorum operum). Bei der Zeremonie wurden ihre Kleider gesegnet und sie legte einen Schleier an, der ihren Stand nach außen hin sichtbar machte. Bekannte Frauen, die dem Stand der Witwen angehörten, waren die Kaiserin Agnes von Poitou, die Königin Richenza von Polen sowie die Markgräfin Judith von Baden.
In den orthodoxen Kirchen blieb die Witwenweihe erhalten. Seit einigen Jahren empfangen auch in der lateinischen Kirche, unter Bezug auf das apostolische Schreiben Johannes Pauls II., Vita consecrata, wieder Frauen die Witwenweihe. 

„Heute wird auch wieder die schon zur Zeit der Apostel bekannte (vgl. 1 Tim 5,5–10 ; 1 Kor 7–8 ) Weihe der Witwen vollzogen sowie jene der Witwer. Durch das Gelöbnis ewiger Keuschheit als Zeichen des Reiches Gottes heiligen diese Personen ihren Stand, um sich dem Gebet und dem Dienst an der Kirche zu widmen.“

In der Römisch-katholischen Kirche kennt man auch die Witwenweihe. Die lange Zeit vergessene Tradition wurde ab 1984 zuerst in Frankreich, später dann Italien, Österreich und Polen wiedereingeführt. Auch in Deutschland gibt es sie wieder. Helmut Dieser spendete Anfang Dezember 2024 die erste Witwenweihe im Bistum Aachen.